# マキシム・デュフール＝ラポワント
マキシム・デュフール＝ラポワント(Maxime Dufour-Lapointe、1989年2月9日 - )は、カナダのフリースタイルスキーモーグル）選手。デュフールラポワントは、冬季オリンピックで妹クロエデュフールラポワントとジュスティーヌ・デュフール＝ラポワントは世界チャンピオンのメダリストであり、オリンピックのメダリスト。冬季五輪の同じイベントで3人兄弟が出場するのはこれで5回目となる。

## 活動
マキシム・デュフール＝ラポワントは現在、モントリオール大学で医学を研究。